# Bruno Tessarech
Pour les articles homonymes, voir Tessarech.
Bruno Tessarech, né à Neuilly-sur-Seine le 28 septembre 1947, est un écrivain français.

## Biographie
Bruno Tessarech, après des études en sciences humaines (histoire et philosophie), est professeur de philosophie, engagé dans des expériences de rénovation pédagogique, avant de quitter l'enseignement pour se consacrer à l'écriture.
Il est notamment professeur de français, de philosophie, de latin et directeur de l'école maternelle-primaire ainsi que du collège-Lycée privé laïc sous-contrat Le Paraclet, à Saints (77), dans les années 80 jusqu'en 1995.
Depuis 2008, Bruno Tessarech est le président du jury du Prix Nouveau Talent.
Il est le père de trois filles, nées en 1969, 1973 et 1975.